# اس‌ام یوبی-۴۱
اس‌ام یوبی-۴۱ (به انگلیسی: SM UB-41) یک زیردریایی بود. این زیردریایی در سال ۱۹۱۶ ساخته شد.